# Giuseppe Guadagnini
Giuseppe Guadagnini (Bologna, 9 giugno 1876 – Bologna, 9 novembre 1966) è stato un prefetto e politico italiano.

## Biografia
Nell'amministrazione dell'interno dal 1899 come funzionario amministrativo, presta nei primi anni servizio a Monza, Novara e Bologna. A ridosso della cessazione delle ostilità torna al Ministero dell'interno come segretario generale dell'Alto commissariato per l'assistenza ai profughi. Promosso prefetto nel 1919 è destinato a Caltanissetta, una sede all'epoca "calda" per i fermenti contadini contro i grandi latifondisti siciliani, dove si distingue per la repressione sul nascere dei tentativi di occupazione delle terre incolte. Lo stesso fa nella successiva sede di Cosenza, sempre al fianco degli agrari e dei fascisti che ne difendono gli interessi contro le rivendicazioni contadine sostenute dai socialisti.
Quest'opera di decisa repressione nel pieno del biennio rosso gli vale nel 1921 la delicata sede di Cremona, città in cui lo scontro tra contadini e braccianti da una parte, agrari e squadre fasciste dall'altro, è ai massimi livelli. Grazie alla mediazione di Guido Miglioli, deputato popolare di Soresina, i contadini hanno da poco ottenuto un patto di lavoro, denominato "lodo Bianchi", che consente loro la partecipazione agli utili del datore di lavoro e il diritto di nominare rappresentanti per controllare andamento e contabilità dell'impresa; con l'appoggio di Roberto Farinacci, ras fascista della città, il 1º gennaio 1922 emette un decreto che sospende l'efficacia del lodo nell'attesa di una commissione, che viene formata il 26 marzo, incaricata di redigere un nuovo patto ovviamente favorevole agli interessi degli agrari. Il nuovo patto entra in vigore l'11 aprile annullando definitivamente il precedente accordo.
Qualificatosi aperto fiancheggiatore degli interessi del fascismo il 3 novembre 1922 viene inviato a Trento, altra situazione politicamente delicata, con l'incarico di farsi esecutore della volontà di Mussolini sull'italianizzazione dei territori ex austriaci (oltre a Trento la sua giurisdizione si estende sulla provincia unica della Venezia Tridentina, comprendente l'Alto Adige). Con susseguenti decreti elimina la toponomastica in lingua tedesca, vieta l'utilizzazione del nome Tirolo negli atti pubblici e impone l'italiano come lingua ufficiale delle scuole tedesche. Il suo è un ruolo di primo piano, al punto che - contrariamente alla prassi consolidata di spostare i prefetti ogni due anni - rimane nell'incarico fino al 1926, anno in cui viene trasferito a Bologna.
Nella sua città svolge un ruolo attivo nella normalizzazione del Partito Nazionale Fascista guidata da Dino Grandi, che prevede l'esautorazione della componente squadrista del partito, facendosi in seguito garante degli equilibri raggiunti da Leandro Arpinati, che da podestà ha riunito attorno a sé l'alta borghesia conservatrice della città, da cui a rotazione scegliere i suoi successori, restaurata nei privilegi proprio dalla sua azione di prefetto a servizio di ben precisi interessi.
Nel 1933, all'approssimarsi della sua collocazione a riposo per limiti di età, viene nominato senatore a vita. In parlamento svolge una intensa attività dando pieno appoggio alla volontà di Mussolini in ogni campo, leggi razziali e guerra comprese. Posto sotto accusa dall'Alta Corte di Giustizia per le Sanzioni contro il Fascismo viene dichiarato decaduto con sentenza del 12 febbraio 1946. Per avere in più occasioni ricevuto denaro per le sue attività di fiancheggiamento del regime viene altresì privato dei diritti politici dalla Commissione provinciale di Bologna per le sanzioni ai fascisti politicamente pericolosi.